# Супермаркет

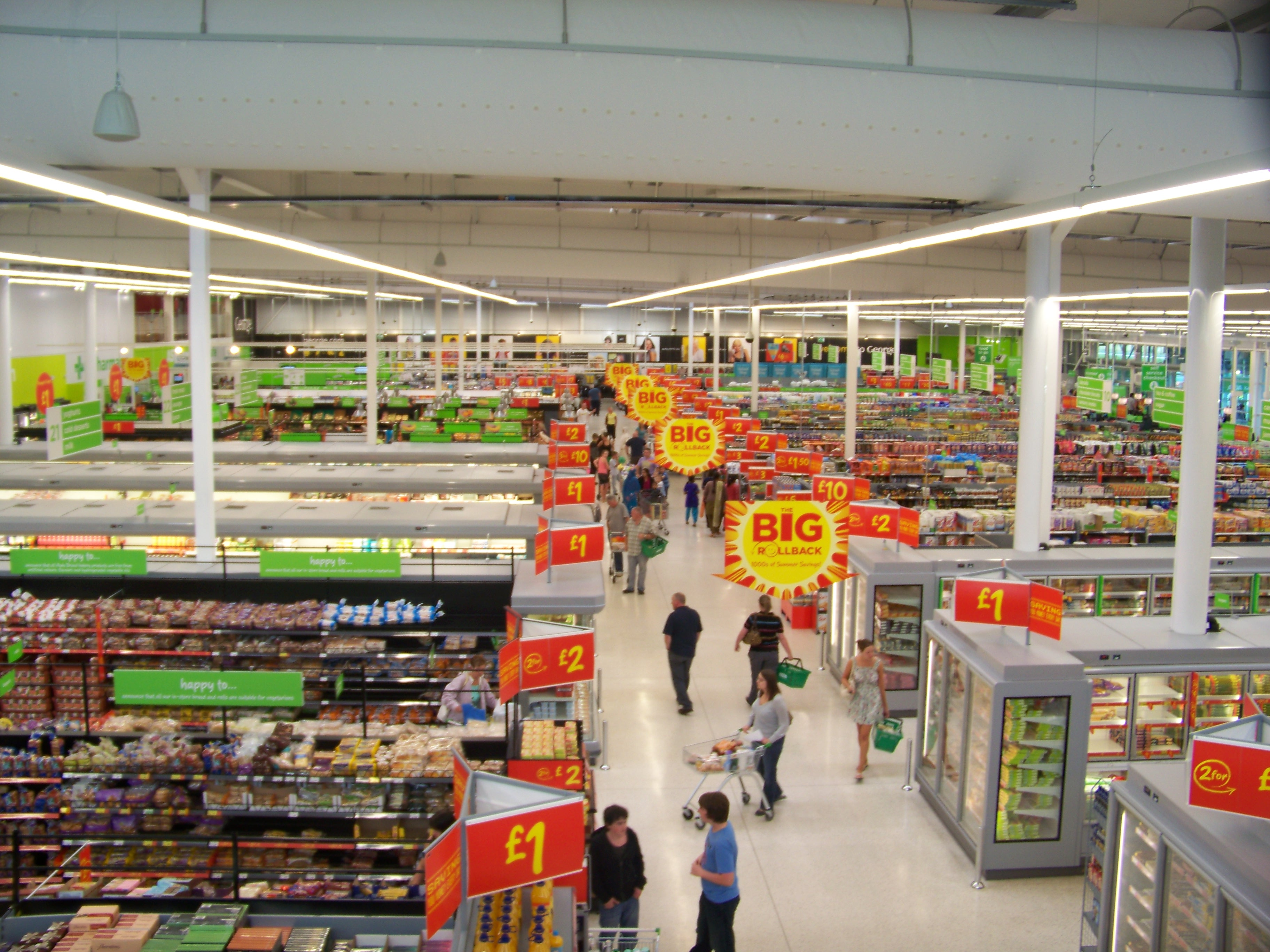
Интерьер супермаркета ASDA в Китли, Великобритания

Суперма́ркет (supermarket с англ. — «сверхрынок») — крупный универса́м (универмаг самообслуживания) по продаже полного ассортимента пищевых продуктов и напитков, а также предметов домашнего хозяйства (товаров для детей, мыла, порошков для стирки, средств для мытья посуды, предметов санитарии и гигиены, бумажных изделий, книг в бумажных обложках, комнатных растений), товаров для домашних животных (собачьего и кошачьего кормов, предметов гигиены, игрушек и т. п.), автомобильных товаров, поздравительных открыток, косметики, посуды, лекарств (продающихся без рецепта), бытовой техники и т. п. 
Преимущественно имеют форму самообслуживания.
В некоторых супермаркетах есть свои хлебопекарни, предлагаются различные услуги: брокерские, страховые и др.
Супермаркеты часто являются отделениями крупных торговых сетей.

## Историческая справка

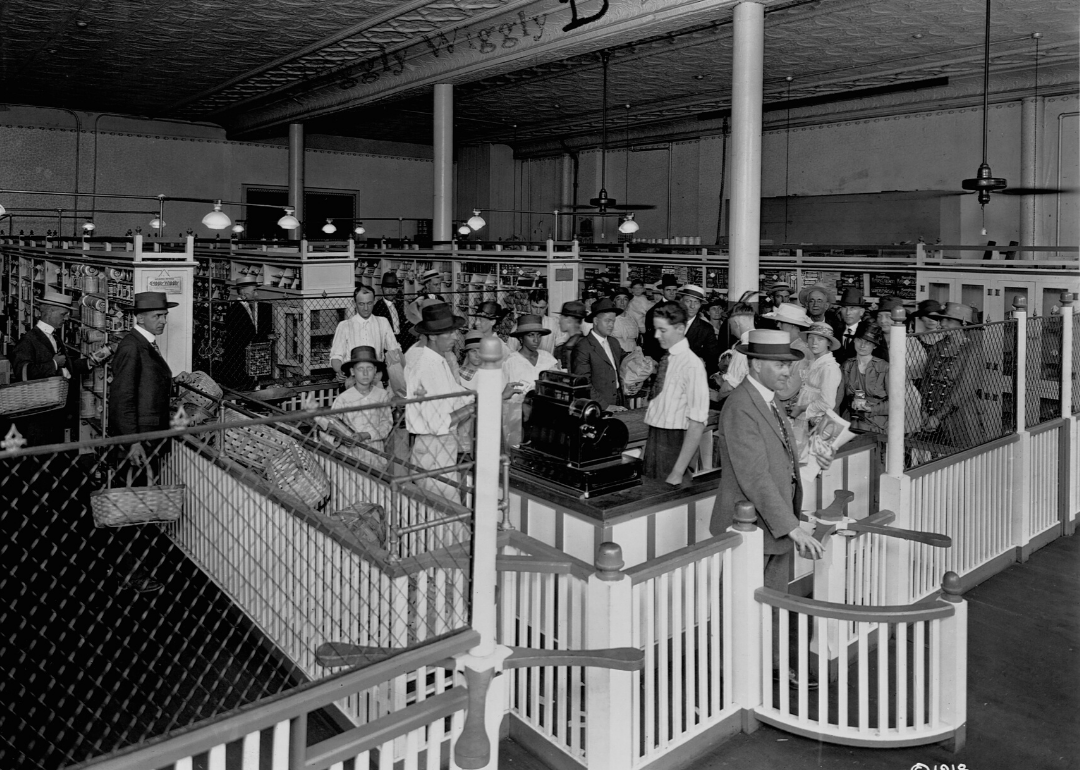
Магазин Piggly Wiggly в Мемфисе, первый в мире супермаркет, 1918 год

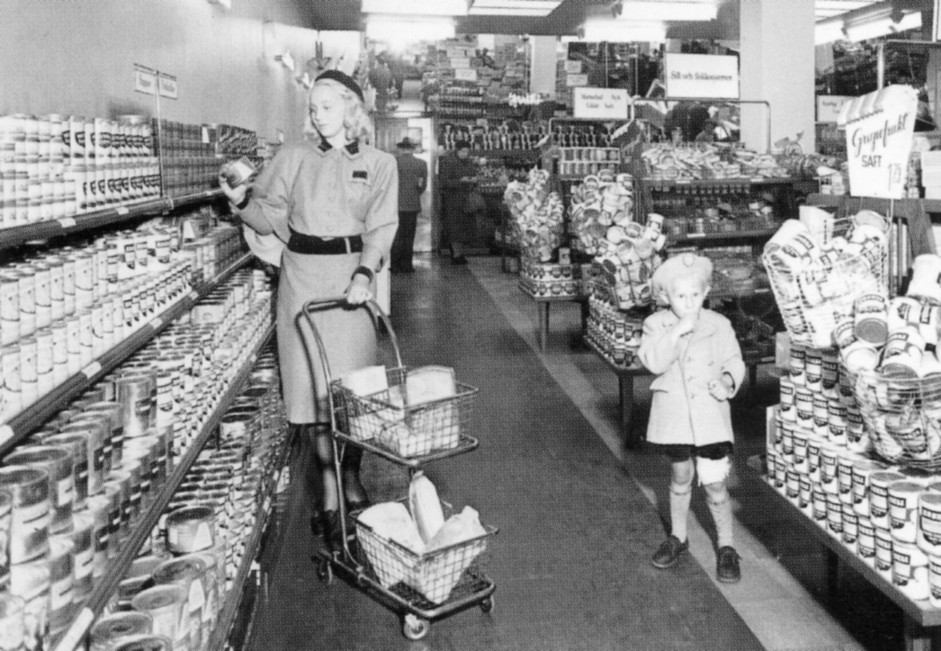
Супермаркет в Швеции, 1941 год

Первые два магазина самообслуживания с прямым доступом к товару были открыты независимо друг от друга в 1912 году в Калифорнии.   
Винсент Астор разработал концепцию супермаркета, основанную на экономии за счет масштаба. Он основал Astor Market в 1915 году, вложив 750 тысяч долларов своего состояния в угол 50×38 метров на 95-й улице на Манхэттене, создав, по сути, мини-торговый центр под открытым небом, в котором продавалось мясо, фрукты, продукты и цветы. Ожидалось, что клиенты будут приходить с больших расстояний, но, в конце концов, даже привлечь людей из десяти кварталов было сложно, и в 1917 году рынок свернулся.
Концепция продуктового магазина самообслуживания была разработана предпринимателем Кларенсом Сондерсом и его магазинами Piggly Wiggly, первый из которых открылся в 1916 году. Сондерс получил несколько патентов на идеи, которые он внедрил в свои магазины. Магазины имели финансовый успех, и Сондерс начал предлагать франшизы.
The Great Atlantic & Pacific Tea Company, основанная в 1859 году, была ещё одной успешной ранней сетью продуктовых магазинов в Канаде и Соединённых Штатах и стала распространенной в городах Северной Америки в 1920-х годах. Первые продуктовые магазины самообслуживания не продавали свежее мясо или продукты. Комбинированные магазины, в которых продавались скоропортящиеся продукты, были созданы в 1920-х годах.
Супермаркеты являются американским изобретением, которое сделал Майкл Каллен — администратор бакалейного магазина в г. Геррин (штат Иллинойс). В 1930 году Каллен открыл первый супермаркет в помещении бывшего гаража, при котором для удобства покупателей была бесплатная стоянка автомобилей. Через два года Каллен владел восемью такими магазинами с выручкой 6 млн долларов в год.
К концу 1930-х годов в США насчитывалось уже несколько тысяч торговых точек, работающих по принципу самообслуживания.
Огромным стимулом развития супермаркетов послужило изобретение в 1937 году владельцем супермаркета в Оклахоме Сильваном Голдманом металлической тележки на колёсиках для продуктов вместо ручной корзинки.
В послевоенный период в США из-за нехватки пищевых продуктов опустевшие полки магазинов стали заполнять предметами гигиены и косметики. Покупатели приветствовали появление новых видов товаров, и впоследствии супермаркеты стали продавать такие вещи, как хозяйственные принадлежности, граммофонные пластинки, поздравительные открытки и даже одежду. В это время новые супермаркеты стали строить в предместьях больших городов, где инициаторами выступали независимые предприниматели, связанные с кооперативами, снабжающими торговый рынок пищевыми продуктами. Кооперативы поставляли им продукты по низким ценам, поэтому они могли продавать их в своих магазинах по тем же ценам, что и их большие конкуренты — сети магазинов, предоставляя покупателю не меньше удобств. Многие из этих одиночных магазинов впоследствии разрослись в местные сети.
Характерной чертой супермаркетов стало увеличение ассортимента товаров и торговой площади. Если в 50-х гг. площадь супермаркета в США в среднем составляла 2000 м2 и 6000 наименований товаров, то в 60—70-х гг. — 2800 м2 и ассортимент до 8000 наименований. В современном супермаркете предлагается до 25 000 наименований товаров и ежегодно появляется 8 тысяч новых товаров. Техника изменила внешний вид и характер супермаркета: были установлены системы кондиционирования воздуха, входные двери автоматически открываются и закрываются, продукты продвигаются к кассиру по ленточному транспортёру.
Появление нового упаковочного материала помогло введению самообслуживания в овощном и молочном отделах; открытые морозильники способствовали расширению ассортимента замороженных продуктов; в хлебном отделе расширился ассортимент хлебобулочных изделий, выпекаемых на месте. Появился гастрономический отдел, где можно купить готовые закуски. Последним важным нововведением были компьютеры. Счётную кассу начал заменять компьютер, расшифровывающий специальный штрихкод на этикетке продукта. Компьютеры повысили производительность, ускорив работу кассиров и уменьшив количество ошибок, а также сократили расходы магазина, регистрируя продвижение продукта и проводя быструю инвентаризацию.
Покупки в супермаркетах и гипермаркетах обычно делаются[когда?] на неделю вперёд, так как выгоднее покупать продукты в больших количествах.
Некоторые фирмы стали открывать супермаркеты с ограниченным ассортиментом товаров и упрощённым обслуживанием (дискаунтеры): ассортимент таких магазинов не превышает 500 видов непортящихся продуктов.
Другие предприниматели, стремясь увеличить сбыт, наоборот, предлагают клиентам ещё большие удобства. Они увеличили размеры супермаркетов почти до 5000 кв. м и обеспечили ещё более широкий выбор пищевых продуктов, напитков и других товаров. Их цель — охватить большую территорию, чем это удавалось сделать обыкновенным продуктовым супермаркетам.
Появились комбинированные магазины: супермаркеты и аптеки, которые тоже должны привлекать покупателей и повысить сумму отдельных операций.
В СССР первый универсам (универсальный продуктовый магазин с самообслуживанием, подобие супермаркета) появился в Ленинграде в 1970 году. В 1975 году по всей стране работал только 151 универсам, в 1980 году — 373. При этом в СССР было 64,5 тысячи обычных магазинов с универсальным ассортиментом. К 1990 году в СССР было 1970 универсамов.

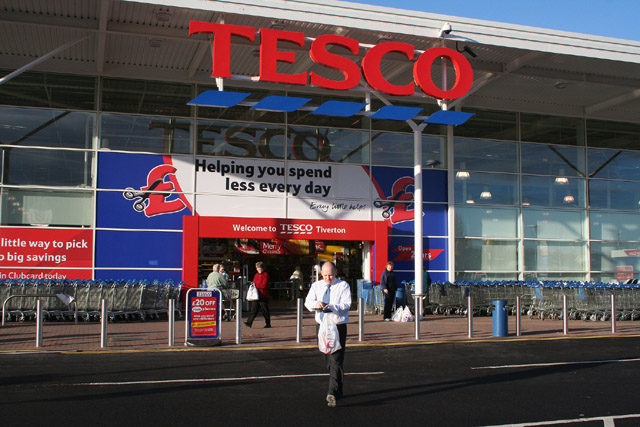
Супермаркет Tesco в Тивертоне

В настоящее время крупнейшими в мире сетями супермаркетов являются Kroger (США), Carrefour (Франция), Tesco (Великобритания), Aeon (Япония).
С 1990 года в США производители обязаны помещать на этикетках полную информацию о качестве продуктов (калорийность, общее количество жира, соли, холестерина, углеводов, сахара, белка), а также рекомендуемое количество продукта для разового потребления. На скоропортящихся продуктах обозначается конечная дата потребления или продажи. Кассы в супермаркетах оборудуются лазерными сканирующими устройствами, мгновенно считывающими название и цену расфасованного товара. Чтобы не создавались очереди в «часы пик», многие супермаркеты искусственно «рассасывают» их, предоставляя пенсионерам скидки на покупки в будничные дни в определённые часы. На покупках в супермаркете можно сэкономить, если воспользоваться специальным талоном на скидку с обозначенным сроком действия. Эти талоны, поощряющие покупателя, могут быть приложены к находящемуся на стеллаже продукту, часто их присылают по почте постоянным или потенциальным клиентам. В ряде случаев присылаемый талон (купон) предполагает дополнительную покупку на конкретную сумму. Покупку продуктов можно осуществить по телефону или заказать на сайте интернет-супермаркета с доставкой на дом. В ряде случаев такое удобство не требует дополнительной оплаты.
Администрация супермаркетов обязана следовать определённым правилам торговли. Например, в супермаркетах США:
- на каждом продукте должна быть чётко обозначена его цена, а в случае наличия нескольких ярлыков с разными ценами покупатель должен заплатить наименьшую из них;
- определённые виды продуктов, к которым относятся мясо и рыба, соки и прохладительные напитки, детское питание, масло, кофе, джемы, пища для домашних животных, макаронные изделия, а также стиральные и моющие средства, должны иметь не только общую продажную цену за упаковку, но и цену за вес или объём;
- скоропортящиеся товары, к которым, помимо молочных и мясных продуктов, относятся также яйца, хлеб, кулинарные изделия, должны иметь чётко обозначенные даты последнего дня продажи или потребления;
- весы должны находиться между продавцом и покупателем, и их шкала должна быть ясно видна;
- на упаковке с мясным фаршем должны быть обозначены все сорта мяса, входящего в него;
- на всех продуктах в фабричной упаковке должны быть чётко указаны: название продукта, вес нетто, содержащиеся в продукте ингредиенты, а также название компании-производителя и её адрес.

## Супермаркеты в России

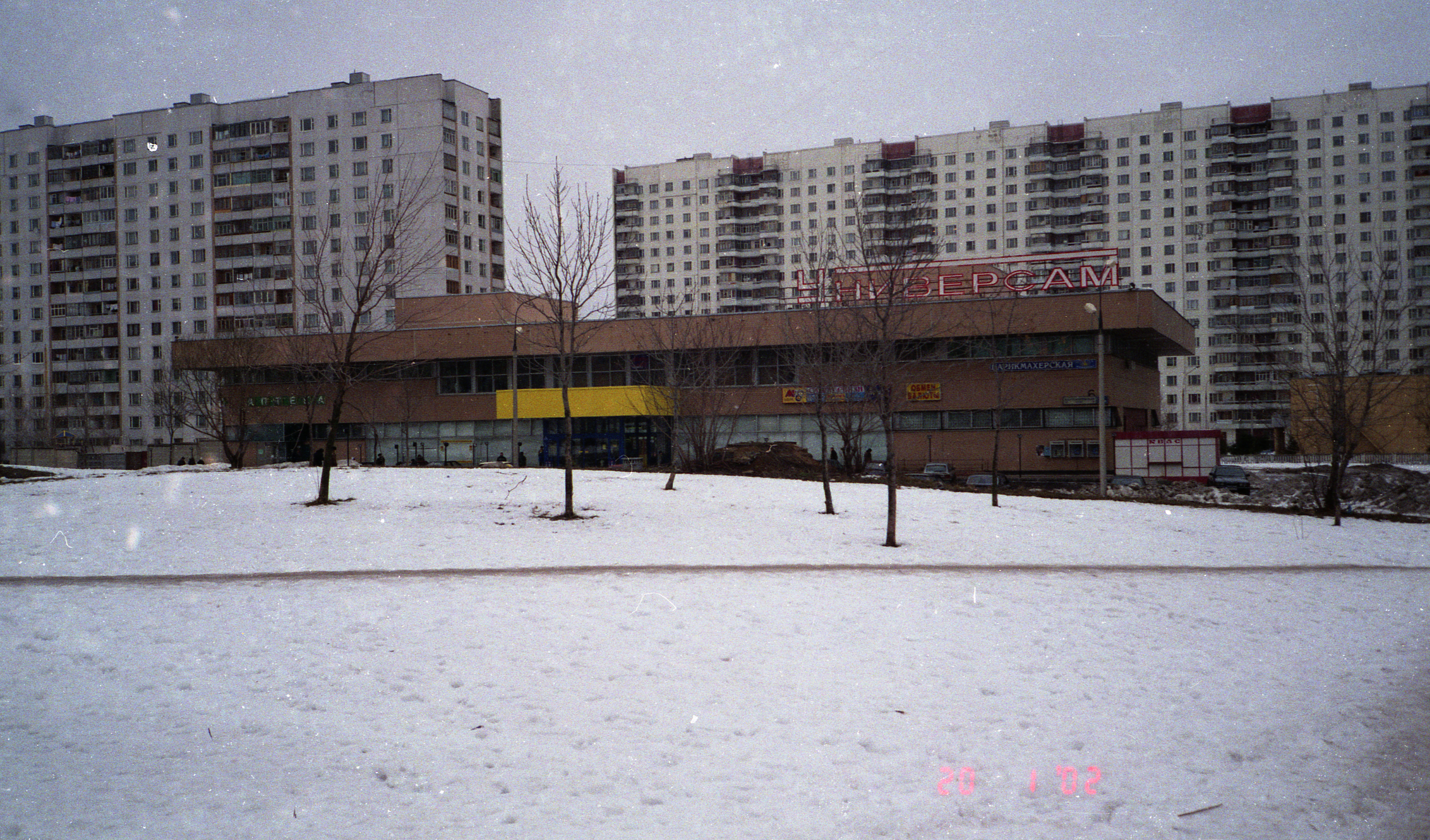
Советский супермаркет сети «Универсам» московского типового проекта

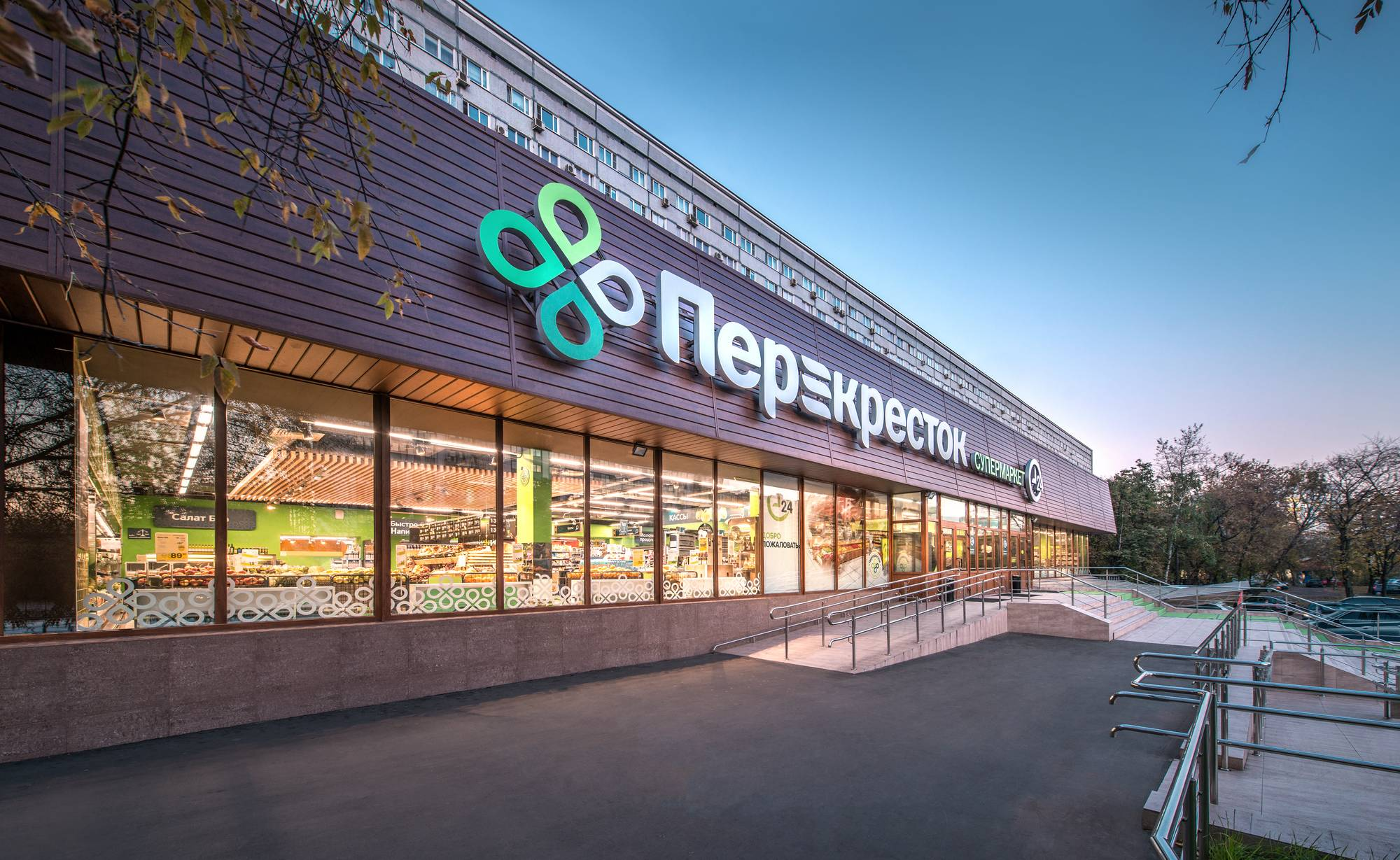
Московский супермаркет «Перекрёсток» в концепции 2014 года

Супермаркеты стали самыми массовыми продуктовыми магазинами в России. Впервые в нашей стране они открылись в 1994 году. Отличительные особенности супермаркета, по сравнению с другими типами предприятий торговли (например, универсамом), установлены ГОСТ Р 51773-2009 «Услуги торговли. Классификация предприятий торговли». Согласно ГОСТу, к супермаркетам относится предприятие торговли, реализующее продовольственные товары универсального ассортимента и непродовольственные товары (неширокого ассортимента) по форме самообслуживания и индивидуального обслуживания, торговой площадью от 600 м2.
Крупнейшими сетями супермаркетов в России являются X5 Group («Пятёрочка», «Перекрёсток», «Чижик», «Карусель»), «Магнит», «Лента», «Вкусвилл».

### Классификации супермаркетов
По уровню организации сети супермаркетов делятся на:
- международные (супермаркеты сети располагаются в разных странах);
- федеральные (супермаркеты сети располагаются в разных субъектах РФ);
- региональные (супермаркеты сети располагаются в разных городах 1 субъекта РФ);
- локальные (супермаркеты сети располагаются в одном городе).